# Ignatius Kutu Acheampong
Ignatius Kutu Acheampong (ur. 23 września 1931 w Kumasi, zm. 16 czerwca 1979) – ghański polityk, generał. Mąż Faustyny Acheampong, dziadek piłkarza Charliego Pepraha.
Absolwent Trabuom Elementary School, St Peter’s Catholic School w Kumasi oraz Środkowej Wyższej Szkoły Handlowej w Swedru.
Był przywódcą zamachu stanu w Ghanie. W latach 1972–1976 był przewodniczącym Rady Ocalenia Narodowego (potem Najwyższa Rada Narodowa), co faktycznie oznaczało, że jest szefem państwa. Następnie w latach 1976–1978 był szefem rządu. W sumie panował w Ghanie od 13 stycznia 1972 do 5 lipca 1978. Potem został obalony i stracony.